# Bröderna Trück

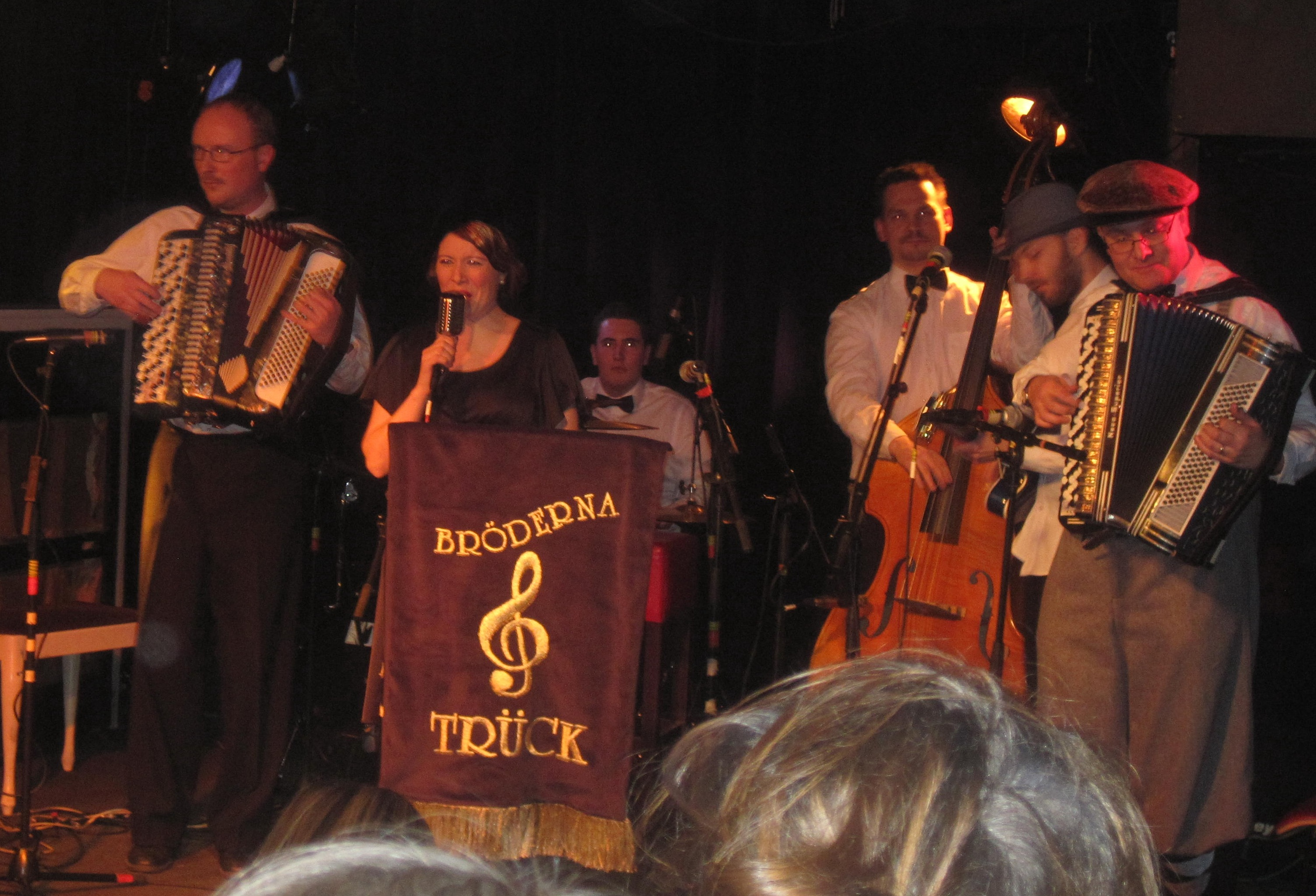
Bröderna Trück 2012.

Bröderna Trück är en svensk dragspelsgrupp. 
Bröderna Trück bildades i mitten på 1990-talet med säte i Töreboda, Västra Götalands län. Gruppmedlemmar vid start var Magnus Sandgren, Jonas Moberg, Bo Simensen, Eleonore Larsson (f.d. Andersson) och Martin Andersson. De spelar musik med rötterna i 1930- och 40-talets Hot Music och inspireras av dragspelaren Nisse Lind. Detta innebär musik med influenser av dåtidens jazz och mycket dragspel. I längre scenprogram spelas en blandad repertoar med inslag av mer traditionell dragspelsmusik. I dag består gruppen av Martin Andersson (dragspel, sång), Maria Krussgård (sång), Jonas Huhtala (bas), Christian Karlsson (gitarr) samt Johan Krussgård (trummor). 
Fyra album samt en vinyl-78-varvare är hittills producerade, varav "Good morning" och "Å så svänger vi ett tag" är producerade och distriuberas av Karlssons Musik AB med Lars Karlsson som produktionstekniker.
Det första större genomslaget kom år 1999 då låten Dinah, från första albumet "Vårat gäng", spelades i Sveriges radios program Melodikrysset. År 2006 medverkade de i Allsång på skansen. Bröderna Trück har genom åren spelat på många scener runt om i Skandinavien men även en del turnéer till svenskbygderna i Minnesota USA har förekommit. De senaste åren har gruppen börjat samarbeta med swingdansare från Mildreds swingskola från Mariehamn på Åland, då de dansar bl. a. Balboa och Lindy hop till Bröderna Trück snabba rytmerande musik.

## Diskografi
- 1999 - Vårat Gäng
- 2001 - Good Morning
- 2004 - Å så svänger vi ett tag
- 2010 - 78-varvare vinyl
- 2010 - God afton mina vänner

### Webbkällor
- http://www.hotmusic.se
- Lista över medverkande i Allsång på Skansen
- http://commons.wikimedia.org/wiki/File:Br%C3%B6derna_Tr%C3%BCck_2012.jpg